# 笹本玲奈
笹本 玲奈（ささもと れな、1985年6月15日 - ）は、日本のミュージカル女優。千葉県柏市出身。ホリプロ所属。

## 略歴
青山学院初等部を経て青山学院中等部・高等部卒業。
1996年、第21回ホリプロタレントスカウトキャラバン PURE GIRLオーディションに応募したが、この時は受賞していない。
1998年、セブンイレブンPRESENTS ザ・ミュージカルアイドルオーディション NEWピーターパンでグランプリ受賞。
1998年から2002年まで、 ミュージカル『ピーターパン』の5代目主演を務める。全149公演は10代の主演女優として日本ミュージカル史上最高記録。
2000年4月から2002年3月まで、NHK教育テレビの『ひとりでできるもん!』にラン・ハンジュク 役で出演。
2007年、『ミー&マイガール』のサリー・スミス、『マリー・アントワネット』のマルグリット・アルノーの役の演技に対して第32回菊田一夫演劇賞受賞。
2008年、「ウーマン・イン・ホワイト」で第15回読売演劇大賞優秀女優賞および杉村春子賞受賞。
2009年4月、『ぼくの妹』（TBS）でドラマデビュー。
2011年1月、『ミュージックガーデン』（NHK BSハイビジョン）でTV番組初司会。同年6月、オフィシャルサイトブログからAmebaブログに引っ越し「れなにっき」開始。
2017年1月23日、一般男性と結婚。5月1日、第一子妊娠を報告。10月18日、第一子出産が発表される。

## 人物・エピソード
父、母、姉がいる。母は元宝塚歌劇団雪組娘役の四季乃花恵である。兵庫県出身で、大地真央と同期。
小学校1年生ぐらいのときに、バービー人形をサンタにお願いしたら、髪の毛が生えたこけしみたいな木の人形が届き、今でも大事に持っているという。
ミュージカルでデビューしたきっかけは、子どもたちが全力で踊る『アニー』の舞台に感動したこと。当時習っていたのはピアノだけだった。アニーを見て、ミュージカルはダンスだと思い、ダンスを習わせてもらった。その後コンビニエンスストアでピーターパン役の公募広告を見つけて、店頭の箱に応募した。
東京に出て姉と暮らしていた時期がある。姉が結婚した後は一人暮らしだったが、家族にはカギも渡していて、地方公演などで長く部屋を空けるときは、飼っていたウサギの面倒をみてもらっていた。

## 出演

### 舞台

#### ミュージカル
- アルゴミュージカル
  - 1995年7月 「Sing for You Sing for Me」 - アカネ 役
  - 1997年7月 「ロボ! 笑ったね」 - 英梨 役
- 1998年 - 2002年 / 2010年 「ピーターパン」 - 主演・ピーターパン 役
- 2001年 - 2002年 「MIRACLE」[注 3]
- 2003年 - 2005年 / 2007年 / 2009年 / 2011年 / 2013年4月23日 - 11月27日 / 2015年4月17日 - 9月24日 「レ・ミゼラブル」 - エポニーヌ 役
- 2003年12月 / 2005年7月 「イーストウィックの魔女たち」 - ジェニファー 役
- 「屋根の上のバイオリン弾き」
  - 2004年4月  - チャヴァ 役
  - 2009年10月  - ホーデル 役
- 2004年 / 2008年 - 2009年 / 2012年7月1日 - 2013年1月17日 / 2014年7月21日 - 10月5日 / 2016年10月15日 - 2017年1月22日「ミス・サイゴン」 - 主演・キム 役
- 2005年10月 - 11月 「CLUB SEVEN」
- 2006年1月 / 2008年2月 - 3月 「ベガーズ・オペラ」 - ポリー・ピーチャム 役
- 2006年3月「ハゲレット」 - オフィーリア 役
- 2006年6月 / 2009年6月 - 7月 「ミー&マイガール」 - サリー・スミス 役
- 2006年11月 - 2007年5月 「マリー・アントワネット」 - マルグリット・アルノー 役
- 2007年11月 - 12月 / 2010年1月 「ウーマン・イン・ホワイト」 - 主演・マリアン・ハルカム 役
- 2008年5月 - 6月 「ルドルフ〜ザ・ラスト・キス〜」 - マリー・ヴェッツェラ 役
- 2009年3月 - 4月 「回転木馬」 - 主演・ジュリー 役
- 2010年4月 「ガイズ&ドールズ」 - サラ 役
- 2010年12月「プライド」 - 主演・麻見史緒 役
- 2011年3月 「日本人のへそ」 - ヘレン天津 役
- 2011年12月9日 - 2012年2月12日 「ロッキー・ホラー・ショー」 - ジャネット 役
- 「ジキル&ハイド」
  - 2012年3月6日 - 4月15日 / 2016年3月5日 - 4月10日 - エマ・カルー 役
  - 2018年3月3日 - 4月1日 / 2023年3月11日 - 4月23日 - ルーシー・ハリス 役
- 2013年12月8日 - 12月25日 「スクルージ〜クリスマス・キャロル〜」 - イザベル / ヘレン 役
- 「ラブ・ネバー・ダイ」
  - 2014年3月12日 - 4月27日 - メグ・ジリー 役
  - 2025年1月 - 2月 - クリスティーヌ・ダーエ 役（平原綾香、真彩希帆とのトリプルキャスト）[9]
- 2018年9月14日‐2019年1月15日 / 2021年「マリー・アントワネット」- マリー・アントワネット役
- 2019年11月6日 - 2020年1月13日 「ウエスト・サイド・ストーリー」、IHIステージアラウンド東京 - マリア 役（ヒロイン。北乃きいとのWキャスト）
- 2020年9月4日 - 20日 / 10月3日 - 9日 「ハウ・トゥー・サクシード」 - ローズマリー 役（ヒロイン）[10]
- 2021年5月 - 6月 「『メリリー・ウィー・ロール・アロング』～あの頃の僕たち～」 - メアリー・フリン 役
- 「メリー・ポピンズ」 - 主演・メリー・ポピンズ 役
  - 2022年3月 - 6月 （濱田めぐみとのWキャスト。）[11]
  - 2026年3月 - 6月 （濱田めぐみ、朝夏まなととのトリプルキャスト）[12]
- 2022年11月 - 12月 「東京ラブストーリー」 - 主演・赤名リカ 役[13]

#### ストレートプレイ
- 2012年11月4日 - 12月16日 「こどもの一生」 - 安部淳子 役[注 4]
- 2013年9月5日 - 10月9日 「ジャンヌ-ノーベル賞作家が暴く 聖女ジャンヌ・ダルクの真実-」 - 主演・ジャンヌ・ダルク 役[14][15]
- 2021年9月4日 - 20日 「近松心中物語」 - 遊女梅川 役
- 2023年8月4日 - 2024年6月22日「ハリー・ポッターと呪いの子」 - ハーマイオニー・グレンジャー役

#### 軽演劇
- 2016年6月3日 - 27日 「熱海五郎一座」新橋演舞場シリーズ第3弾「ヒミツの仲居と曲者たち」[16]

#### 朗読劇
- 2010年9月8日 - 19日 「私の頭の中の消しゴム 2nd Letter」 - 瀬田薫 役
- 2011年6月30日 「100万回生きたねこ」 - 白いねこ 役
- 2014年12月6日 - 7日 「春のめざめ」 - ヴェントラ・ベルクマン / ロベルト 役

#### コンサート
- 2004年7月・12月 「レ・ミゼラブル in コンサート」
- 2005年9月 「井上芳雄コンサート2005」[注 5]
- 2006年9月 「NOTHING BUT MUSICALS GORGEOUS － SHOWしま賞－」
- 2008年12月19日 - 21日 「笹本玲奈 10th Anniversary Show Jewel」[注 6]
  - 2010年10月2日 - 3日 「笹本玲奈ディナーライブ」
  - 2014年1月31日 - 2月2日 「笹本玲奈 15th Anniversary Show Magnifique」[注 7]
- 2010年3月 「Frank&Friends / MITSUKO」
- 2010年3月 「鹿賀丈史 市村正親 それぞれのコンサート」
- 2010年6月 「 M.クンツェ&S.リーヴァイの世界」[注 8]
- 2011年8月27日 - 28日 「ブロードウェイミュージカルライブ2011」
  - 2012年5月11日 - 13日 「ブロードウェイミュージカルライブ2012」
- 2011年8月31日 「おとぢから 」[注 9]
- 2011年10月14日 「歌謡チャリティーコンサート」[注 10]
- 2013年2月1日 「ミュージカル・ミーツ・シンフォニー2013」
  - 2014年10月1日 - 2日 「ミュージカル・ミーツ・シンフォニー2014」
- 2014年10月23日 - 30日 「UTA・IMA・SHOW II」
- 2019年7月20-21日「breath」
- 2025年2月27日 - 28日 CONCERT「THE BEST New HISTORY COMING」[17][18]
- 2025年4月29日 「古川雄大 The Orchestra Concert」[19]

#### テーマパーク
- 不明 - 2012年12月11日 「シュガーバニーズのきっとうまくいくよ!」（サンリオピューロランド） - ナレーター（映像出演）[20]

### テレビドラマ
- ぼくの妹（2009年4月19日 - 6月28日、TBS） - 大河原春奈 役
- シマシマ 第1話 - 第2話（2011年4月22日 - 29日、TBS） - 野本蕗 役
- Oh!デビー（2011年10月1日 - 22日、BSスカパー） - 西園寺アンナ 役[注 11]
- 歴史秘話ヒストリア「歌え!友情の『愛の讃歌』〜異色の宝塚スター 越路吹雪と岩谷時子〜」（2012年4月4日、NHK大阪） - 越路吹雪 役（再現ドラマ）
- 相棒 season13 第14話（2015年2月4日、テレビ朝日） - 新宮奏 役
- フラガールと犬のチョコ（2015年3月11日、テレビ東京） - 島野日佳理 役
- ノーサイド・ゲーム（2019年7月 - 9月、TBS） - 佐倉多英 役[21]
- この恋あたためますか 第4話 - 最終話（2020年11月10日 - 12月22日、TBS） - 清水香織 役
- 華麗なる一族（2021年4月18日 - 7月11日、WOWOW） - 万俵早苗 役[22][23]

### その他テレビ番組
特記ない場合は全てゲスト出演。
- ひとりでできるもん!（2000年4月 - 2002年3月、NHK教育） - ラン・ハンジュク 役
- 世界ウルルン滞在記（2006年8月27日、MBS） - 「中国・アジア最大のバザールに…笹本玲奈が出会った」
- トップランナー（2008年4月28日、NHK）
- スタジオパークからこんにちは（2009年2月24日、NHK）
- みんなのうた（2009年2月 - 3月、NHK）[注 12]
- 華麗なるショーの世界 ラブソング（2009年6月27日、NHK BS2）
- 徹子の部屋（2009年9月17日、テレビ朝日）
- 月刊演劇プルミエール（WOWOW） - インタビュー
  - （2006年3月31日、ミー&マイガール）
  - （2010年12月6日、プライド）
  - （2011年3月2日、日本人のへそ）
- 映画音楽に乾杯（2010年4月25日、NHK BS2）
- ミュージックガーデン（2011年1月30日、NHK BShi） - 司会
- トニー賞ミュージカルの魅力 「日本人が愛した魅惑のミュージカル・ナンバー」（2011年6月11日、NHK BSプレミアム）
- 劇場への扉〜素晴らしき演劇の世界〜「日本人のへそ」（2011年7月10日・22日、スカパー!）
- 鶴瓶のスジナシ!（2013年8月27日、CBC）
- コントの劇場 〜The Actors' Comedy〜（2014年2月28日、NHK BSプレミアム）

### ラジオ
- スカパー! 日曜シネマテーク（2014年7月6日 - 2017年9月24日、TOKYO FM）

### CM
- セブン-イレブン
- 永谷園 梅干茶漬け（2004年6月 - 9月）
- ベルコ 企業（2012年） - 好美 役

### CD
- 2006年10月18日発売 - 日本昔ばなし -フェアリー・ストーリーズ- 第1巻 6. ナラナシとり（朗読）
- 2009年3月18日発売 - The Selection From 10th Anniversary Show Jewel

## 受賞
- 第15回読売演劇大賞 女優賞 / 杉村春子賞
- 第32回菊田一夫演劇賞